# پولشتال
پولشتال (به آلمانی: Pölstal) یک شهرستان در اتریش است که در مورتال واقع شده‌است. پولشتال ۲۷۰٫۲۲ کیلومتر مربع مساحت دارد ۹۱۵ متر بالاتر از سطح دریا واقع شده‌است.